# Törpe erszényesnyest

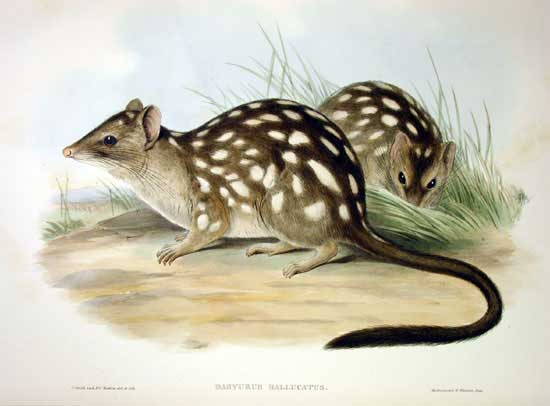

A törpe erszényesnyest (Dasyurus hallucatus) az emlősök (Mammalia) osztályának az erszényes ragadozók (Dasyuromorphia) rendjéhez, ezen belül az erszényesnyestfélék (Dasyuridae) családjához tartozó faj.

## Előfordulása
Ausztrália északi részének (Nyugat-Ausztrália északi részétől Queensland keleti területéig és a York-félsziget) hegyvidéki erdeiben él. Bár néhány helyen már megritkult, összességében még nem veszélyeztetett faj.

## Megjelenése
24-35 centiméteres testhosszával a család legkisebb faja, testhossza 240–350 mm, ebből a farok 210–310 mm, testtömege 525 g. A szürkésbarnától barnáig terjedő szőrzetét fehér foltok tarkítják.

## Életmódja
Éjjel aktív, a nappalt odvas fák belsejében tölti. A törpe erszényesnyest agresszív állat. Tápláléka más emlősök, hüllők, férgek, hangyák, termeszek, szöcskék, bogarak, füge és más gyümölcsök.

## Szaporodása
Az összes erszényesnyest faj párzási időszaka télen van. A nőstény 8 kölyöknek ad életet.